# Буонсиньори, Маддалена
Маддалена Буонсиньори была профессором права Болонского университета в XIV веке.
Буонсиньори преподавала юриспруденцию в 1380 году, ранее получила образование в том же университете. Она написала латинский трактат De Legibus Connubialibus, в котором исследовала правовой статус женщин своего времени с разных точек зрения.
Её имя включено в композицию «Этаж наследия» Джуди Чикаго.